# Castanopsis amabilis
Castanopsis amabilis är en bokväxtart som beskrevs av Wan Chun Cheng och Chi Son Chao. Castanopsis amabilis ingår i släktet Castanopsis och familjen bokväxter. Inga underarter finns listade.